# José Rizal
José Rizal (19 tháng 6 năm 1861 – 30 tháng 12 năm 1896) là nhà thơ, thầy thuốc và nhà hoạt động dân chủ của Philippines. Ngày mất của ông được chính thức chọn là một trong những ngày nghỉ lễ chính thức của quốc gia Philippines.

## Gia đình và nền tảng giáo dục.
Sinh năm 1861 trong 1 gia đình giàu có tại tỉnh Laguna. Mẹ ông là người có học thức, giỏi tiếng Tây Ban Nha nên ông được giáo dục chu đáo. Vì tư tưởng bất phục nhà nước thực dân, gia đình ông bị quản thúc, mẹ ông bị giam lỏng lúc ông 10 tuổi.
Ông là con cháu đời thứ năm của Domingo Lam-co - một thương nhân Phúc Kiến di cư sang Philippines từ giữa thế kỉ 17. Lam-co kết hôn cùng Inez de la Rosa, một người Sangley sinh trưởng và có gốc gác tại đảo Luzon.
Sau khi hoàn tất giáo dục đại học ở trong nước, ông ra nước ngoài, học tại Tây Ban Nha (trường Universidad Central de Madrid), Pháp (University of Paris) và Đức (trường Ruprecht Karl University of Heidelberg), và hoàn thành 2 luận án tiến sĩ về y học.

## Trước tác và hoạt động trong thời kì đầu.
Từ nhỏ, ông tỏ ra là nhân vật có tài năng. Năm 8 tuổi đã có những bài thơ đầu tay. Năm 18 tuổi đã có bài thơ Gửi thanh niên Philippin phản ánh tư tưởng yêu nước trong thời kì đầu của mình. Năm 19 tuổi, ông đã có tiếng tăm trong giới học sinh.
Bài thơ Gửi thanh niên Philippines viết năm 1879 phản ánh tư tưởng yêu nước trong thời kì đầu của ông:
"Hỡi hy vọng của Tổ quốc!
Hãy đấu tranh cho tương lai tươi sáng Philippines!"
Ông viết cuốn Đừng đụng vào tôi (Noli Me Tángere) vào năm 1887 nhằm vạch trần tội ác của thực dân Tây Ban Nha và chế độ Giueexu cay nghiệt giai cấp thống trị. Trong tác phẩm này, ông ngây thơ tin rằng Tây Ban Nha rồi sẽ trao trả độc lập cho dân tộc ông (dân tộc Philippines). Tác phẩm này được đánh giá là sự phản ánh tư tưởng của giai cấp tư sản Philippines yếu đuối và ôn hòa.

## Tổ chức Liên minh Philippines.
Được Rizal thành lập năm 1892 và có uy tín cũng như cơ sở cả trong giai cấp tư sản cũng như trong quần chúng. Tổ chức này đề ra nhiệm vụ đấu tranh gồm mấy đặc điểm sau:
- Thống nhất toàn quần đảo thành một quốc gia.
- Chống bạo lực và bất công.
- Phát triển giáo dục, công nghiệp, nông nghiệp và buôn bán.
- Thi hành cải cách.

Rizal là thủ lĩnh trong Liên minh đứng về phái ôn hòa. Ông phản đối đấu tranh bạo lực, không tin vào lực lượng của quần chúng nhân dân, chỉ chú trọng hoạt động trong giới trí thức. Ông tin rằng những biện pháp giáo dục sẽ cải thiện đời sống nhân dân và tưởng rằng con đường cải cách do Tây Ban Nha mang lại là con đường duy nhất đúng cho một nhà nước Philippines tự do độc lập trong tương lai. Các phần tử trí thức tin tưởng và hưởng ứng nhiệt tình chủ trương của Rizal, tham gia Liên minh khá đông.

## Giai đoạn cuối của đời hoạt động.
Ngay sau một vài hoạt động lớn của Liên minh, Rizal bị bắt và chịu án lưu đày. Andrés Bonifacio, khi này đã thành lập Katipunan vẫn coi Katipunan là một bộ phận của Liên minh. Tuy nhiên, những ý định củng cố để Liên minh mang tính cấp tiến hơn, cách mạng hơn của Bonifacio gặp thất bại do Liên minh chỉ chủ trương cải cách ôn hòa. Tuy bị án lưu đày nhưng Rizal vẫn được Katipunan mời lãnh đạo khởi nghĩa khi tổ chức này của Bonifacio quyết định rằng sẽ tranh đấu bằng con đường bạo lực, và Rizal từ chối lời mời này. Rizal rời khỏi Philippines nhưng trên đường sang Tây Ban Nha, ông bị bắt và chịu những cáo buộc về tội tổ chức và cổ vũ phong trào khởi nghĩa của tổ chức Katipunan. Ông bị giải về Philippines và chịu án tử hình vào ngày 30-12-1896. Thi hài của ông được chôn cất tại một nơi bí mật, 17 năm sau người ta mới đưa về Luneta và có một đốt xương sống của ông được người ta đựng trong hộp kính để trưng bày tại Bảo tàng Rizal ở Fort Santiago, và nghe đồn, đây là đoạn xương bị trúng đạn khi ông bị xử bắn. Ngày mất của ông được chính thức chọn là một trong những ngày lễ chính thức quốc gia của Philippines.

## Di sản.
Tên ông được đặt cho một công viên ở thủ đô Malina của Philippin, công viên Rizal. Đây là một công viên đô thị thuộc hàng lớn nhất châu Á. Công viên rộng 58 hecta, trước có tên gọi là Luneta, sau đó mang tên Rizal. Đây là một trong những không gian xanh thư giãn nổi tiếng nhất của Manila trong suốt 200 năm qua. Trong công viên có bức tượng Rizal được đúc bằng đồng và đá hoa cương cao 12,6 mét. Đây cũng là nơi lưu giữ thi hài của Rizal và được những người lính canh gác ngày đêm. Bức tượng đặt cách nơi ông bị xử bắn chỉ vài mét. Phía trước bức tượng là vạch mốc "Kilômet số 0", điểm bắt đầu để đo mọi khoảng cách ở Philippines. Trên Đài tưởng niệm ở công viên này có chép bài thơ "Mi Ultimo Adiós "(tiếng Tây Ban Nha, nghĩa tiếng Việt là Lời tạm biệt cuối cùng của tôi) của Rizal.

## Tác phẩm văn học.
Jose Rizal để lại nhiều bài thơ như: Gửi thanh niên Philippines, Gửi Philippin, Quà tặng thành phố của tôi, Bài hát của Maria Clara, Gửi Josephine, Những ký ức về thành phố của tôi, Gửi Trinh nữ Mari, Bài thánh ca Talisay, Ca khúc tình yêu, Cảm hứng đầu tiên, Một bông hoa giữa các bông hoa, Tạm biệt Leonor, Lời tạm biệt cuối cùng của tôi... Có những bài ông viết từ năm lên 8 tuổi bằng tiếng Tagalog như:  Tiếng mẹ đẻ của chúng ta, Tuổi trẻ của tôi ("Sa Aking mga Kabata"). Tagalog là ngôn ngữ Austronesian, với khoảng 57 triệu người ở Philippines sử dụng, đặc biệt là ở Manila, miền Trung và phía nam của đảo Luzon, và cũng có trên các đảo Lubang, Marinduque và một số nơi khác.

## Lời tạm biệt cuối cùng của tôi.
Bài thơ "Lời tạm biệt cuối cùng của tôi", là một bài thơ tuyệt mệnh của Jose Rizal, được ông viết bằng tiếng Tây Ban Nha, vào trước ngày người ta thi hành án tử hình ông vào ngày 30 tháng 12 năm 1896.
Chiều ngày 29-12-1896, một ngày trước khi bị hành hình, Jose Rizal đã được mẹ ông là Teodora Alonzo, chị Lucia, Josefa, Trinidad, Maria và Narcisa cùng hai đứa cháu vào thăm. Khi họ chuẩn bị ra về, Rizal nói với Trinidad bằng tiếng Anh rằng có vật gì đó trong bếp cồn nhỏ (cocinilla). Chiếc bếp đã được người lính gác trao cho Narcisa khi mấy người trong gia đình đã lên xe ngựa của họ ở trong sân. Về nhà, các cô gái nhà Rizal đã lấy trong bếp cồn ra mấy mẩu giấy gấp lại. Trên đó có viết một bài thơ không dấu, không tiêu đề và không ghi ngày tháng, gồm 14 khổ thơ 5 dòng. Các cô gái nhà Rizal sao chép các bản sao của bài thơ và gửi cho bạn bè của Rizal ở trong và ngoài nước.
Rizal không đặt tiêu đề cho bài thơ này. Năm 1897, người bạn của ông là Mariano Ponce tại Hồng Kông đã in bài thơ với tiêu đề "Mi Ultimo Pensamiento". Cha Mariano Dacanay, người đã nhận được một bản sao của bài thơ, ông công bố trong phát hành lần đầu trên La Independencia ra ngày 25 tháng 9 năm 1898 với tiêu đề "Ultimo Adiós' ". Sau đó, bài thơ được phổ biến với tiêu đề tiếng Tây Ban Nha là "Mi Ultimo Adiós' ", nghĩa tiếng Anh là "'My Last Farewell", nghĩa tiếng Việt là "Lời tạm biệt cuối cùng của tôi".   